# Moabieten

Het leefgebied van de Moabieten in olijfgroen

De Moabieten waren een Semitisch volk dat tussen de 13e eeuw v.Chr. en de 6e eeuw v.Chr. leefde in het gebied ten oosten van de Dode Zee in wat nu Jordanië is. Het land dat de Moabieten bewoonden werd Moab genoemd. Moab werd in het noorden begrensd door het koninkrijk van de Ammonieten, Ammon. Ten zuiden van Moab lag Edom. In het westen vormde de Dode Zee de scheidslijn tussen de Moabieten en de Israëlieten. De Moabitische taal behoorde tot de Kanaänitische taalgroep en vertoont zeer sterke overeenkomsten met andere Kanaänitische talen als het Ammonitisch, het Edomitisch en het Hebreeuws, de taal van de Israëlieten. 
De Stele van Mesha, in de 9e eeuw v.Chr. opgericht door de Moabitische koning Mesha, verhaalt over de succesvolle opstand van Mesa tegen een opvolger van koning Omri van het Koninkrijk Israël, mogelijk Achab of diens zoon Joram. 

## Hebreeuwse Bijbel
Volgens de Hebreeuwse Bijbel waren de Moabieten het nageslacht van Lot (de neef van Abraham) en zijn oudste dochter. Hij verwekte deze zoon bij haar nadat zij Sodom waren ontvlucht en zijn dochters constateerden dat in het gebied waar zij woonden "nergens meer een man [was] die met ons kan doen wat op de hele wereld de gewoonte is".
Hoewel de volken op basis van dit verhaal aan elkaar verwant waren, maakt de Hebreeuwse Bijbel melding van strijd tussen Moab en Israël. Zo beschrijft 2 Koningen 3 een serie gebeurtenissen die vergelijkbaar is met wat op de Stele van Mesha staat.
Volgens Ruth 4 was koning David voor een achtste deel Moabiet, omdat hij de achterkleinzoon was van Ruth.